# 중화인민공화국의 행정 구역 코드 번호 (5구역)
이 문서는 중화인민공화국 서남 지방의 행정 구역 코드 번호이다.

## 코드 번호 체계

### 충칭시: 500000
- 시할구 : 500100
  - 완저우구 : 500101
  - 푸링구 : 500102
  - 위중구 : 500103
  - 다두커우구 : 500104
  - 장베이구 : 500105
  - 사핑바구 : 500106
  - 주룽포구 : 500107
  - 난안구 : 500108
  - 베이베이구 : 500109
  - 치장구 : 500110
  - 다쭈구 : 500111
  - 위베이구 : 500112
  - 바난구 : 500113
  - 첸장구 : 500114
  - 창서우구 : 500115
  - 장진구 : 500116
  - 허촨구 : 500117
  - 융촨구 : 500118
  - 난촨구 : 500119
  - 비산구 : 500120
  - 퉁량구 : 500151
  - 퉁난구 : 500152
  - 룽창구 : 500153
  - 카이저우구 : 500154
  - 량핑구 : 500155
  - 우룽구 : 500156
- 현 : 500220
  - 청커우현 : 500229
  - 펑두현 : 500230
  - 뎬장현 : 500231
  - 중현 : 500233
  - 윈양현 : 500235
  - 펑제현 : 500236
  - 우산현 : 500237
  - 우시현 : 500238
  - 스주 투자족 자치현 : 500240
  - 슈산 투자족 먀오족 자치현 : 500241
  - 유양 투자족 먀오족 자치현 : 500242
  - 펑수이 먀오족 투자족 자치현 : 500243

### 쓰촨성: 510000
- 청두시 : 510100
  - 시할구 : 510101
  - 진장구 : 510104
  - 칭양구 : 510105
  - 진뉴구 : 510106
  - 우허우구 : 510107
  - 청화구 : 510108
  - 룽취안이구 : 510112
  - 칭바이장구 : 510113
  - 신두구 : 510114
  - 원장구 : 510115
  - 솽류구 : 510116
  - 피두구 : 510117
  - 신진구 : 510118
  - 진탕현 : 510121
  - 다이현 : 510129
  - 푸장현 : 510131
  - 두장옌시 : 510181
  - 펑저우시 : 510182
  - 충라이시 : 510183
  - 충저우시 : 510184
  - 젠양시 : 510185
- 쯔궁시 : 510300
  - 시할구 : 510301
  - 쯔류징구 : 510302
  - 궁징구 : 510303
  - 다안구 : 510304
  - 옌탄구 : 510311
  - 룽현 : 510321
  - 푸순현 : 510322
- 판즈화시 : 510400
  - 시할구 : 510401
  - 둥구 : 510402
  - 시구 : 510403
  - 런허구 : 510411
  - 미이현 : 510421
  - 옌볜현 : 510422
- 루저우시 : 510500
  - 시할구 : 510501
  - 장양구 : 510502
  - 나시구 : 510503
  - 룽마탄구 : 510504
  - 루현 : 510521
  - 허장현 : 510522
  - 쉬융현 : 510524
  - 구린현 : 510525
- 더양시 : 510600
  - 시할구 : 510601
  - 징양구 : 510603
  - 뤄장구 : 510604
  - 중장현 : 510623
  - 광한시 : 510681
  - 스팡시 : 510682
  - 몐주시 : 510683
- 몐양시 : 510700
  - 시할구 : 510701
  - 푸청구 : 510703
  - 유셴구 : 510704
  - 안저우구 : 510705
  - 싼타이현 : 510722
  - 옌팅현 : 510723
  - 쯔퉁현 : 510725
  - 베이촨 창족 자치현 : 510726
  - 핑우현 : 510727
  - 장유시 : 510781
- 광위안시 : 510800
  - 시할구 : 510801
  - 리저우구 : 510802
  - 자오화구 : 510811
  - 차오톈구 : 510812
  - 왕창현 : 510821
  - 칭촨현 : 510822
  - 젠거현 : 510823
  - 창시현 : 510824
- 쑤이닝시 : 510900
  - 시할구 : 510901
  - 촨산구 : 510903
  - 안쥐구 : 510904
  - 펑시현 : 510921
  - 다잉현 : 510923
  - 서훙시 : 510981
- 네이장시 : 511000
  - 시할구 : 511001
  - 스중구 : 511002
  - 둥싱구 : 511011
  - 웨이위안현 : 511024
  - 쯔중현 : 511025
  - 룽창시 : 511083
- 러산시 : 511100
  - 시할구 : 511101
  - 스중구 : 511102
  - 사완구 : 511111
  - 우퉁차오구 : 511112
  - 진커우허구 : 511113
  - 첸웨이현 : 511123
  - 징옌현 : 511124
  - 자장현 : 511126
  - 무촨현 : 511129
  - 어볜 이족 자치현 : 511132
  - 마볜 이족 자치현 : 511133
  - 어메이산시 : 511181
- 난충시 : 511300
  - 시할구 : 511301
  - 순칭구 : 511302
  - 가오핑구 : 511303
  - 자링구 : 511304
  - 난부현 : 511321
  - 잉산현 : 511322
  - 펑안현 : 511323
  - 이룽현 : 511324
  - 시충현 : 511325
  - 랑중시 : 511381
- 메이산시 : 511400
  - 시할구 : 511401
  - 둥포구 : 511402
  - 펑산구 : 511403
  - 런서우현 : 511421
  - 훙야현 : 511423
  - 단링현 : 511424
  - 칭선현 : 511425
- 이빈시 : 511500
  - 시할구 : 511501
  - 추이핑구 : 511502
  - 난시구 : 511503
  - 쉬저우구 : 511504
  - 장안현 : 511523
  - 창닝현 : 511524
  - 가오현 : 511525
  - 궁현 : 511526
  - 쥔롄현 : 511527
  - 싱원현 : 511528
  - 핑산현 : 511529
- 광안시 : 511600
  - 시할구 : 511601
  - 광안구 : 511602
  - 첸펑구 : 511603
  - 웨츠현 : 511621
  - 우성현 : 511622
  - 린수이현 : 511623
  - 화잉시 : 511681
- 다저우시 : 511700
  - 시할구 : 511701
  - 퉁촨구 : 511702
  - 다촨구 : 511703
  - 쉬안한현 : 511722
  - 카이장현 : 511723
  - 다주현 : 511724
  - 취현 : 511725
  - 완위안시 : 511781
- 야안시 : 511800
  - 시할구 : 511801
  - 위청구 : 511802
  - 밍산구 : 511803
  - 잉징현 : 511822
  - 한위안현 : 511823
  - 스몐현 : 511824
  - 톈취안현 : 511825
  - 루산현 : 511826
  - 바오싱현 : 511827
- 바중시 : 511900
  - 시할구 : 511901
  - 바저우구 : 511902
  - 언양구 : 511903
  - 퉁장현 : 511921
  - 난장현 : 511922
  - 핑창현 : 511923
- 쯔양시 : 512000
  - 시할구 : 512001
  - 옌장구 : 512002
  - 러즈현 : 512021
  - 안웨현 : 512022
- 아바 티베트족 창족 자치주 : 513200
  - 마얼캉시 : 513201
  - 원촨현 : 513221
  - 리현 : 513222
  - 마오현 : 513223
  - 쑹판현 : 513224
  - 주자이거우현 : 513225
  - 진촨현 : 513226
  - 샤오진현 : 513227
  - 헤이수이현 : 513228
  - 랑탕현 : 513230
  - 아바현 : 513231
  - 뤄얼가이현 : 513232
  - 훙위안현 : 513233
- 간쯔 티베트족 자치주 : 513300
  - 캉딩시 : 513301
  - 루딩현 : 513322
  - 단바현 : 513323
  - 주룽현 : 513324
  - 야장현 : 513325
  - 다오푸현 : 513326
  - 루훠현 : 513327
  - 간쯔현 : 513328
  - 신룽현 : 513329
  - 더거현 : 513330
  - 바이위현 : 513331
  - 스취현 : 513332
  - 써다현 : 513333
  - 리탕현 : 513334
  - 바탕현 : 513335
  - 샹청현 : 513336
  - 다오청현 : 513337
  - 더룽현 : 513338
- 량산 이족 자치주 : 513400
  - 시창시 : 513401
  - 후이리시 : 513402
  - 무리 티베트족 자치현 : 513422
  - 옌위안현 : 513423
  - 더창현 : 513424
  - 후이둥현 : 513426
  - 닝난현 : 513427
  - 푸거현 : 513428
  - 부퉈현 : 513429
  - 진양현 : 513430
  - 자오줴현 : 513431
  - 시더현 : 513432
  - 몐닝현 : 513433
  - 웨시현 : 513434
  - 간뤄현 : 513435
  - 메이구현 : 513436
  - 레이보현 : 513437

### 구이저우성: 520000
- 구이양시 : 520100
  - 시할구 : 520101
  - 난밍구 : 520102
  - 윈옌구 : 520103
  - 화시구 : 520111
  - 우당구 : 520112
  - 바이윈구 : 520113
  - 관산후구 : 520115
  - 카이양현 : 520121
  - 시펑현 : 520122
  - 슈원현 : 520123
  - 칭전시 : 520181
- 류판수이시 : 520200
  - 시할구 : 520201
  - 류즈 특구 : 520203
  - 수이청구 : 520221
  - 판저우시 : 520281
- 쭌이시 : 520300
  - 시할구 : 520301
  - 훙화강구 : 520302
  - 후이촨구 : 520303
  - 보저우구 : 520304
  - 퉁쯔현 : 520322
  - 쑤이양현 : 520323
  - 정안현 : 520324
  - 다오전 거라오족 먀오족 자치현 : 520325
  - 우촨 거라오족 먀오족 자치현 : 520326
  - 펑강현 : 520327
  - 메이탄현 : 520328
  - 위칭현 : 520329
  - 시수이현 : 520330
  - 츠수이시 : 520381
  - 런화이시 : 520382
- 안순시 : 520400
  - 시할구 : 520401
  - 시슈구 : 520402
  - 핑바구 : 520403
  - 푸딩현 : 520422
  - 전닝 부이족 먀오족 자치현 : 520423
  - 관링 부이족 먀오족 자치현 : 520424
  - 쯔윈 먀오족 부이족 자치현 : 520425
- 비제시 : 520500
  - 시할구 : 520501
  - 치싱관구 : 520502
  - 다팡현 : 520521
  - 진사현 : 520523
  - 즈진현 : 520524
  - 나융현 : 520525
  - 웨이닝 이족 후이족 먀오족 자치현 : 520526
  - 허장현 : 520527
  - 첸시시 : 520581
- 퉁런시 : 520600
  - 시할구 : 520601
  - 비장구 : 520602
  - 완산구 : 520603
  - 장커우현 : 520621
  - 위핑 둥족 자치현 : 520622
  - 스첸현 : 520623
  - 쓰난현 : 520624
  - 인장 투자족 먀오족 자치현 : 520625
  - 더장현 : 520626
  - 옌허 투자족 자치현 : 520627
  - 쑹타오 먀오족 자치현 : 520628
- 첸시난 부이족 먀오족 자치주 : 522300
  - 싱이시 : 522301
  - 싱런시 : 522302
  - 푸안현 : 522323
  - 칭룽현 : 522324
  - 전펑현 : 522325
  - 왕모현 : 522326
  - 처헝현 : 522327
  - 안룽현 : 522328
- 첸둥난 먀오족 둥족 자치주 : 522600
  - 카이리시 : 522601
  - 황핑현 : 522622
  - 스빙현 : 522623
  - 싼쑤이현 : 522624
  - 전위안현 : 522625
  - 천궁현 : 522626
  - 톈주현 : 522627
  - 진핑현 : 522628
  - 젠허현 : 522629
  - 타이장현 : 522630
  - 리핑현 : 522631
  - 룽장현 : 522632
  - 충장현 : 522633
  - 레이산현 : 522634
  - 마장현 : 522635
  - 단자이현 : 522636
- 첸난 부이족 먀오족 자치주 : 522700
  - 두윈시 : 522701
  - 푸취안시 : 522702
  - 리보현 : 522722
  - 구이딩현 : 522723
  - 웡안현 : 522725
  - 두산현 : 522726
  - 핑탕현 : 522727
  - 뤄뎬현 : 522728
  - 창순현 : 522729
  - 룽리현 : 522730
  - 후이수이현 : 522731
  - 싼두 수이족 자치현 : 522732

### 윈난성: 530000
- 쿤밍시 : 530100
  - 시할구 : 530101
  - 우화구 : 530102
  - 판룽구 : 530103
  - 관두구 : 530111
  - 시산구 : 530112
  - 둥촨구 : 530113
  - 청궁구 : 530114
  - 진닝구 : 530115
  - 푸민현 : 530124
  - 이량현 : 530125
  - 스린 이족 자치현 : 530126
  - 쑹밍현 : 530127
  - 루취안 이족 먀오족 자치현 : 530128
  - 쉰뎬 후이족 이족 자치현 : 530129
  - 안닝시 : 530181
- 취징시 : 530300
  - 시할구 : 530301
  - 치린구 : 530302
  - 잔이구 : 530303
  - 마룽구 : 530304
  - 루량현 : 530322
  - 스쭝현 : 530323
  - 뤄핑현 : 530324
  - 푸위안현 : 530325
  - 후이쩌현 : 530326
  - 쉬안웨이시 : 530381
- 위시시 : 530400
  - 시할구 : 530401
  - 훙타구 : 530402
  - 장촨구 : 530403
  - 퉁하이현 : 530423
  - 화닝현 : 530424
  - 이먼현 : 530425
  - 어산 이족 자치현 : 530426
  - 신핑 이족 다이족 자치현 : 530427
  - 위안장 하니족 이족 다이족 자치현 : 530428
  - 청장시 : 530481
- 바오산시 : 530500
  - 시할구 : 530501
  - 룽양구 : 530502
  - 스뎬현 : 530521
  - 룽링현 : 530523
  - 창닝현 : 530524
  - 텅충시 : 530581
- 자오퉁시 : 530600
  - 시할구 : 530601
  - 자오양구 : 530602
  - 루뎬현 : 530621
  - 차오자현 : 530622
  - 옌진현 : 530623
  - 다관현 : 530624
  - 융산현 : 530625
  - 쑤이장현 : 530626
  - 전슝현 : 530627
  - 이량현 : 530628
  - 웨이신현 : 530629
  - 수이푸시 : 530681
- 리장시 : 530700
  - 시할구 : 530701
  - 구청구 : 530702
  - 위룽 나시족 자치현 : 530721
  - 융성현 : 530722
  - 화핑현 : 530723
  - 닝랑 이족 자치현 : 530724
- 푸얼시 : 530800
  - 시할구 : 530801
  - 쓰마오구 : 530802
  - 닝얼 하니족 이족 자치현 : 530821
  - 모장 하니족 자치현 : 530822
  - 징둥 이족 자치현 : 530823
  - 징구 다이족 이족 자치현 : 530824
  - 전위안 이족 하니족 라후족 자치현 : 530825
  - 장청 하니족 이족 자치현 : 530826
  - 멍롄 다이족 라후족 와족 자치현 : 530827
  - 란창 라후족 자치현 : 530828
  - 시멍 와족 자치현 : 530829
- 린창시 : 530900
  - 시할구 : 530901
  - 린샹구 : 530902
  - 펑칭현 : 530921
  - 윈현 : 530922
  - 융더현 : 530923
  - 전캉현 : 530924
  - 솽장 라후족 와족 부랑족 다이족 자치현 : 530925
  - 겅마 다이족 와족 자치현 : 530926
  - 창위안 와족 자치현 : 530927
- 추슝 이족 자치주 : 532300
  - 추슝시 : 532301
  - 루펑시 : 532302
  - 솽바이현 : 532322
  - 머우딩현 : 532323
  - 난화현 : 532324
  - 야오안현 : 532325
  - 다야오현 : 532326
  - 융런현 : 532327
  - 위안머우현 : 532328
  - 우딩현 : 532329
- 훙허 하니족 이족 자치주 : 532500
  - 거주시 : 532501
  - 카이위안시 : 532502
  - 멍쯔시 : 532503
  - 미러시 : 532504
  - 핑볜 먀오족 자치현 : 532523
  - 젠수이현 : 532524
  - 스핑현 : 532525
  - 루시현 : 532527
  - 위안양현 : 532528
  - 훙허현 : 532529
  - 진핑 먀오족 야오족 다이족 자치현 : 532530
  - 뤼춘현 : 532531
  - 허커우 야오족 자치현 : 532532
- 원산 좡족 먀오족 자치주 : 532600
  - 원산시 : 532601
  - 옌산현 : 532622
  - 시처우현 : 532623
  - 마리포현 : 532624
  - 마관현 : 532625
  - 추베이현 : 532626
  - 광난현 : 532627
  - 푸닝현 : 532628
- 시솽반나 다이족 자치주 : 532800
  - 징훙시 : 532801
  - 멍하이현 : 532822
  - 멍라현 : 532823
- 다리 바이족 자치주 : 532900
  - 다리시 : 532901
  - 양비 이족 자치현 : 532922
  - 샹윈현 : 532923
  - 빈촨현 : 532924
  - 미두현 : 532925
  - 난젠 이족 자치현 : 532926
  - 웨이산 이족 후이족 자치현 : 532927
  - 융핑현 : 532928
  - 윈룽현 : 532929
  - 얼위안현 : 532930
  - 젠촨현 : 532931
  - 허칭현 : 532932
- 더훙 다이족 징포족 자치주 : 533100
  - 루이리시 : 533102
  - 망시 : 533103
  - 량허현 : 533122
  - 잉장현 : 533123
  - 룽촨현 : 533124
- 누장 리수족 자치주 : 533300
  - 루수이시 : 533301
  - 푸궁현 : 533323
  - 궁산 두룽족 누족 자치현 : 533324
  - 란핑 바이족 푸미족 자치현 : 533325
- 디칭 티베트족 자치주 : 533400
  - 샹그릴라시 : 533401
  - 더친현 : 533422
  - 웨이시 리수족 자치현 : 533423

### 티베트 자치구: 540000
- 라싸시 : 540100
  - 시할구 : 540101
  - 청관구 : 540102
  - 두이룽더칭구 : 540103
  - 다쯔구 : 540104
  - 린저우현 : 540121
  - 당슝현 : 540122
  - 니무현 : 540123
  - 취수이현 : 540124
  - 모주궁카현 : 540127
- 르카쩌시 : 540200
  - 시할구 : 540201
  - 쌍주쯔구 : 540202
  - 난무린현 : 540221
  - 장쯔현 : 540222
  - 딩르현 : 540223
  - 싸자현 : 540224
  - 라쯔현 : 540225
  - 앙런현 : 540226
  - 셰퉁먼현 : 540227
  - 바이랑현 : 540228
  - 런부현 : 540229
  - 캉마현 : 540230
  - 딩제현 : 540231
  - 중바현 : 540232
  - 야둥현 : 540233
  - 지룽현 : 540234
  - 녜라무현 : 540235
  - 싸가현 : 540236
  - 강바현 : 540237
- 창두시 : 540300
  - 시할구 : 540301
  - 카뤄구 : 540302
  - 장다현 : 540321
  - 궁줴현 : 540322
  - 레이우치현 : 540323
  - 딩칭현 : 540324
  - 차야현 : 540325
  - 바쑤현 : 540326
  - 쭤궁현 : 540327
  - 망캉현 : 540328
  - 뤄룽현 : 540329
  - 볜바현 : 540330
- 린즈시 : 540400
  - 시할구 : 540401
  - 바이구 : 540402
  - 궁부장다현 : 540421
  - 모퉈현 : 540423
  - 보미현 : 540424
  - 차위현 : 540425
  - 랑현 : 540426
  - 미린시 : 540481
- 산난시 : 540500
  - 시할구 : 540501
  - 나이둥구 : 540502
  - 자낭현 : 540521
  - 궁가현 : 540522
  - 쌍르현 : 540523
  - 충제현 : 540524
  - 취쑹현 : 540525
  - 춰메이현 : 540526
  - 뤄자현 : 540527
  - 자차현 : 540528
  - 룽쯔현 : 540529
  - 랑카쯔현 : 540531
  - 춰나시 : 540581
- 나취시 : 540600
  - 시할구 : 540601
  - 써니구 : 540602
  - 자리현 : 540621
  - 비루현 : 540622
  - 녜룽현 : 540623
  - 안둬현 : 540624
  - 선자현 : 540625
  - 쒀현 : 540626
  - 반거현 : 540627
  - 바칭현 : 540628
  - 니마현 : 540629
  - 솽후현 : 540630
- 아리 지구 : 542500
  - 푸란현 : 542521
  - 자다현 : 542522
  - 가얼현 : 542523
  - 르투현 : 542524
  - 거지현 : 542525
  - 가이쩌현 : 542526
  - 춰친현 : 542527

## 같이 보기
- 중화인민공화국의 행정 구역
- 중화인민공화국의 행정 구역 코드 번호
  - 1구역
  - 2구역
  - 3구역
  - 4구역
  - 6구역